# Ebon Peak
Ebon Peak är en bergstopp i Kanada.   Den ligger i provinserna Alberta och British Columbia, i den västra delen av landet, 3 100 km väster om huvudstaden Ottawa. Toppen på Ebon Peak är 2 921 meter över havet.
Terrängen runt Ebon Peak är huvudsakligen bergig.Trakten runt Ebon Peak är nära nog obefolkad, med mindre än två invånare per kvadratkilometer.. Det finns inga samhällen i närheten. 
Trakten runt Ebon Peak består i huvudsak av gräsmarker.